# 성남소방서

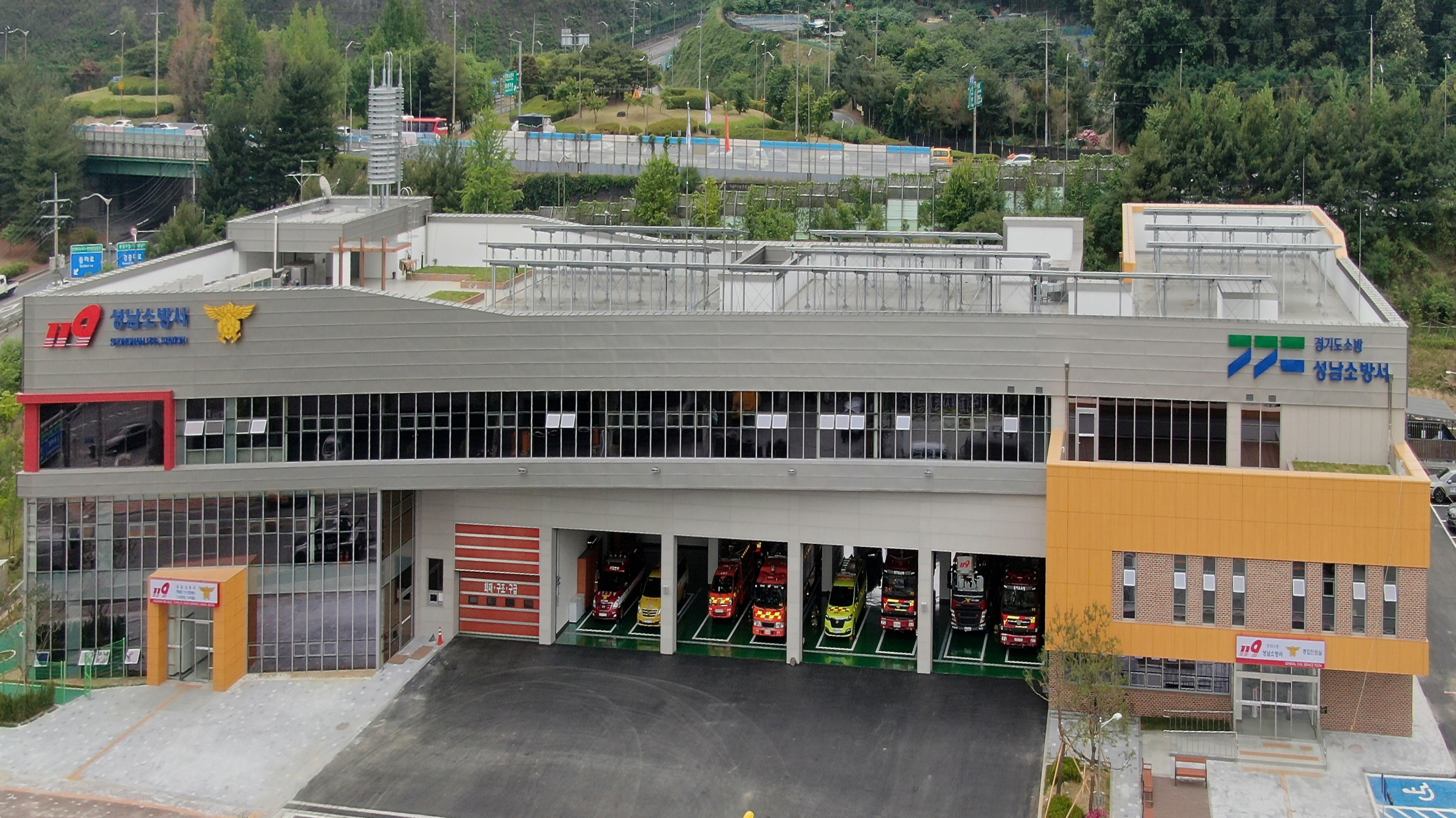
성남소방서 전경

성남소방서(城南消防署, Seongnam Fire Station)는 경기도 성남시 수정구, 중원구를 관할하는 경기도 소방재난본부 산하의 성남시 수정구, 중원구 관할 소방서이다.
소방서장은 소방정으로 보한다.

## 연혁
- 1975년   4월  1일: 성남소방서 개서
- 1994년  6월 27일: 하남소방서 분리
- 1995년 11월 25일: 이천소방서 분리
- 1999년  1월 29일: 분당소방서 분리
- 2022년  5월 30일: 성남소방서 개청

## 조직
| - 소방행정과 - 소방행정팀 - 회계장비팀 | - 재난안전과 - 예방대책팀 - 소방민원팀 | - 소방안전특별점검단 - 화재안전조사팀 - 소방사법팀 | - 재난대응과 - 대응전략팀 - 구조팀 - 구급팀 | - 현장지휘단 |

## 관할센터 및 관할구역
성남소방서는 7개의 119안전센터와 1개의 구조대를 산하에 두고 있다.
| 명칭              | 사진 | 주소                    | 관할구역                                                               | 지역대 |
| ----------------- | ---- | ----------------------- | ---------------------------------------------------------------------- | ------ |
| 하대원119안전센터 |      | 중원구 마지로 64        | 수진1동, 수진2동, 성남동, 하대원동, 여수동                             |        |
| 신흥119안전센터   |      | 수정구 시민로 151       | 신흥1동, 신흥3동, 태평2동, 태평4동, 중앙동                             |        |
| 상대원119안전센터 |      | 중원구 둔촌대로 469     | 상대원1동, 상대원2동, 하대원동, 도촌동, 갈현동                         |        |
| 단대119안전센터   |      | 수정구 논골로11번길 7-2 | 은행동, 금광동, 양지동, 단대동                                         |        |
| 위례119안전센터   |      | 수정구 헌릉로 1003      | 산성동, 복정동, 위례동, 신흥2동                                        |        |
| 태평119안전센터   |      | 수정구 성남대로 1312    | 태평1동, 태평3동                                                       |        |
| 고등119안전센터   |      | 수정구 대왕판교로931    | 신촌동, 오야동, 심곡동, 시흥동, 금토동, 사송동, 고등동, 상적동, 둔전동 |        |

## 같이 보기
- 대한민국 소방청
- 대한민국의 소방
- 소방관 계급